# フレールスバッハタール
フレールスバッハタール (ドイツ語: Flörsbachtal) は、ドイツ連邦共和国ヘッセン州マイン＝キンツィヒ郡南東部の町村（以下、本項では便宜上「町」と記述する）である。
この町はシュペッサルト山地の中に位置し、バイエルン州と境を接している。

## 地理

### 位置
町域内に、ヴィースビュット湿地、ヴィースビュットゼー（湖）、ヴェラースベルク（山）、ベルクフェルト（山）がある。
フレールスバッハ高地は、フレールスバッハタールからビーバーゲミュント方面へ走る連邦道 B276号線の北東に位置し、ここからはマイン川からシュペッサルト山地までを望むことができる。

### 隣接する市町村
フレールスバッハタールは、北はビーバーゲミュントおよびヨスグルント（ともにマイン＝キンツィヒ郡）、東は市町村に属さない地区であるフォルスト・アウラおよび町村のフェレン（ともにマイン＝シュペッサルト郡）、南は市町村に属さないルッパーツヒュッテンの森およびフランマースバッハの森、西はやはり市町村に属さないシェルクリッペンの森（いずれもアシャッフェンブルク郡）と境を接する。

### 自治体の構成
- フレールスバッハ
- ケンプフェンブルン
- ロールハウプテン
- モスボルン

## 行政

### 議会
フレールスバッハタールの町議会は、15議席からなる

## 文化と見所

### スポーツ
- 屋外プール
- ワンデリング（エーゼルスヴェク）
- サッカー

## 経済と社会資本

### 交通
フレールスバッハ地区とケンプフェンブルン地区を、連邦道 B276号線が南北に通っている。この道路は、南はロール・アム・マイン方面、北はビーバーゲミュントを通ってアウトバーン A66号線に至る。

### 教育
- ヴィルヘルム・ハウフ・シューレ・フレールスバッハタール、基礎課程・本課程学校

## 引用
1. ↑  Hessisches Statistisches Landesamt: Bevölkerung in Hessen am 31.12.2023 (Landkreise, kreisfreie Städte und Gemeinden, Einwohnerzahlen auf Grundlage des Zensus 2011)]
2. ↑  2011年3月27日の町議会議員選挙結果、ヘッセン州統計局（2012年10月15日 閲覧）